# سلحفاة مصرية
السلحفاة المصرية أو كما تُسمَّى في ليبيا الفكرونة هي نوع من السلاحف البرية ينتمي إلى جنس السلحفاة، وكانت تعيش بالأصل في مصر (حيث هي منقرضةٌ الآن) وليبيا وفلسطين التاريخية. تقطن السلاحف المصرية البيئات الصحراوية وشبه الصحراوية، حيث تتغذى على الأعشاب والحشائش، وهي أصغر سلحفاة برية في نصف الأرض الشمالي، إذ لا يتعدى طول البالغة منها 10 إلى 15 سنتيمتراً. تتعرَّض السلاحف المصرية لأخطارٍ كبيرةٍ نتيجة تدمير بيئتها الطبيعية، ومازالت موجوده للأن في مصر، ولا زالت تواجه خطر الانقراض في ليبيا وفلسطين المحتلة وهي تصنف الآن على القائمة الحمراء كنوعٍ معرض للخطر للغاية.

## الانتشار والموطن

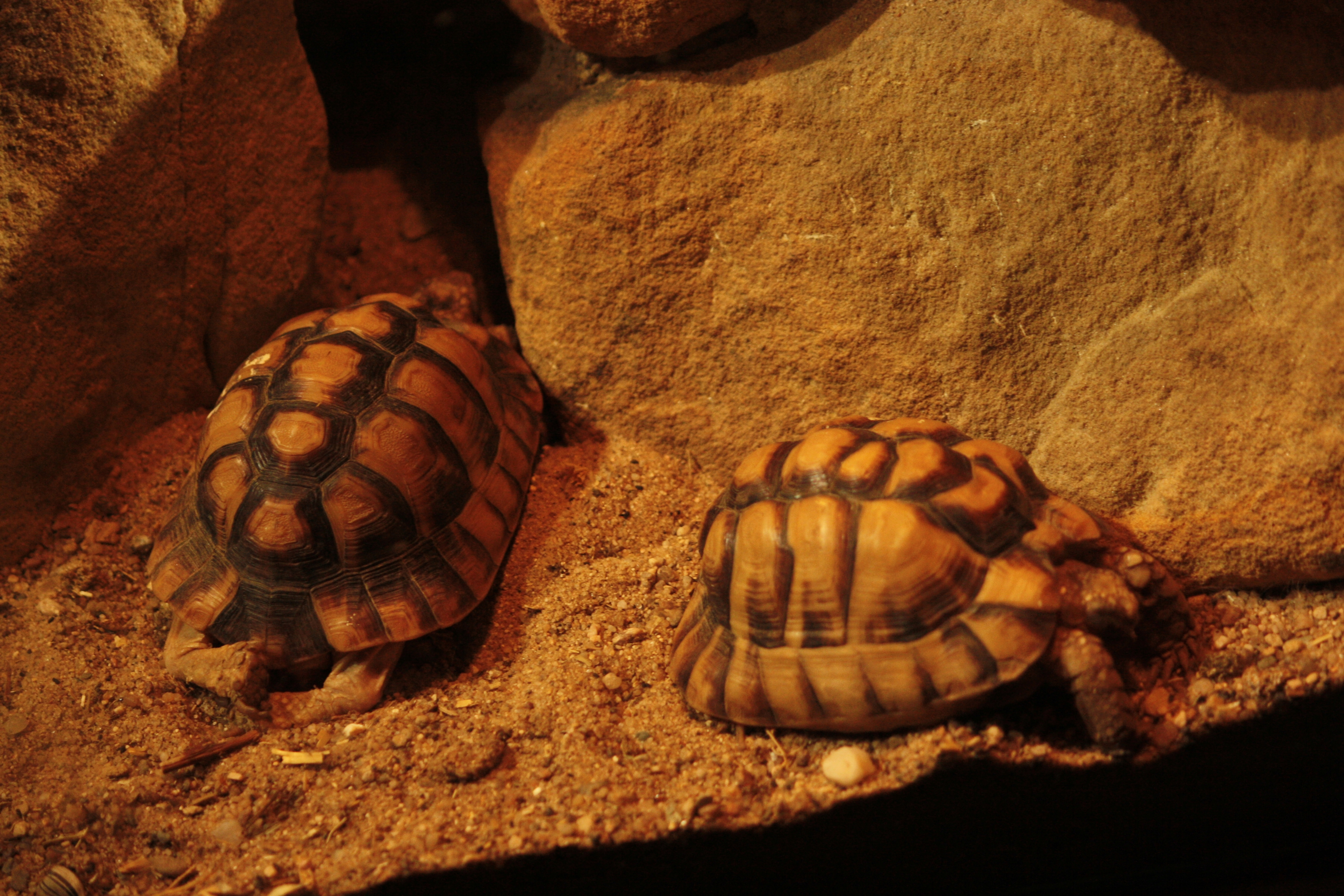
حديقة حيوان في جمهورية تشيكيا.

تقطن السلحفاة المصرية الجهة الجنوبية الشرقية من حوض البحر الأبيض المتوسط، لتعيش في نطاقٍ ساحليٍّ ضيّقٍ يمتد من ليبيا إلى دلتا النيل وشرقاً نحو سيناء، ومن النادر أن تتواجد على مسافة أكثر من 90 إلى 120 كيلومتراً من شاطئ البحر. تقطن السلاحف المصرية إقليمي طرابلس وبرقة الليبيَّين، وساحل الصحراء الغربية بمصر، وشرق دلتا النيل في الساحل الشرقي وشبه جزيرة سيناء، إضافةً إلى صحراء النقب جنوب فلسطين. على الرّغم من ذلك، من الراجح أن الانتشار الجغرافي الأصليَّ للسلحفاة كان أوسع بكثيرٍ في الماضي، إلا إنَّه تقلَّص نتيجة التصحر وزحف الصحراء الكبرى، ولعلَّ جماعاتها في طرابلس الليبية وواحة سيوة المصرية ليست سوى بقايا للانتشار الجغرافي الكبير القديم، كما قد انقرضت السلحفاة حديثاً من مصر بين سبعينيات وتسعينيات القرن الماضي، كنتيجةٍ لصيدها بهدف الاتّجار بها كحيوانات منزلية أليفة إضافةً إلى تدمير بيئتها الطبيعية. في عام 2001، عثر على سلحفاتين في منطقة ساحلية منعزلة بالصحراء الغربية، وكانت تلك أول تسجيلٍ للسلاحف المصرية في مصر منذ أكثر من 20 عاماً. وأما في ليبيا، فإن تواجد السلحفاة في لم يكن معروفاً حتى مطلع القرن العشرين.
تعيش السلحفاة المصرية في البيئات الصحراوية وشبه الصحراوية، حيث تسود الرمال والسهول المكسوَّة بالحصى إضافةً إلى بعض الأودية، كما تقطن بعض السبخات الساحلية المالحة. وتعد البيئات التي تقطنها إحدى أكثر مناطق تواجد السلاحف البرية جفافاً وقحطاً في العالم، حيث لا يتعدى معدل هطول الأمطار في بعض مواطن السلحفاة المصرية 50 ملليمتراً سنوياً. على الرّغم من ذلك، يساعدها حجمها الصغير ولونها الأصفر الباهت على امتصاص قدرٍ أقلَّ من حرارة الشمس. كما أن مناطق تواجدها في مصر تعد من أعلى مناطق البلاد من حيث درجة البرودة ومعدلات هطول الأمطار، وذلك لقربها من البحر.

## التصنيف
عندما وصفت السلحفاة المصرية علمياً للمرة الأولى، وصفها عدة أحيائيُّون في الآن ذاته كل على حدة، ومن مناطق جغرافية مختلفة. قام الأحيائي لويس لورتت عام 1883 بوصف نوع "Testudo kleinmanni" معتمداً على سلحفاةٍ عثر عليها قرب مدينة الإسكندرية، إلا إنَّ غونثر كان قد وصفا قبله بسنواتٍ (عام 1869) النوع من منطقةٍ أخرى على أنه "Testudo leithii" وغري (1870) على أنه "Peltastes leithii". نتيجةً لهذا، عُدَّت هذه الأنواع مجرَّد تسمياتٍ مختلفة لنوعٍ واحد.
تاريخياً، كانت تقطع دلتا النيل مساحة الانتشار الجغرافي للسلحفاة المصرية، إذ لم يُسجَّل تواجدها قط في الدلتا فيما بين الإسكندرية وحتى دمياط. بناءً على هذا، كانت جماعات السلحفاة شرق وغرب الدلتا مفصولةً عن بعضها البعض منذ زمنٍ طويل. وخلال المسوحات الميدانية للسلحفاة في صحراء النقب بدأت تظهر الشكوك حول كون جماعة السلحفاة هناك نوعاً مختلفاً عن جماعاتها في صحراء مصر الغربية وإقليم برقة الليبي. وقد استنتجت دراسة أعدَّها الأحيائيان بيرالا وجارمو عام 2001 بالنظر إلى انعزال جماعات السلحفاة في شبه جزيرة سيناء وصحراء النقب وبعد فحص 140 سلحفاة من مناطق جغرافية مختلفة، أنَّ الجماعات الشرقية للسلحفاة المصرية تُمثِّل بالفعل نوعاً مستقلاً عن الجماعات غرب دلتا النيل، وأطلقوا على هذا النوع الجديد في سيناء والنقب الاسم العلمي "Testudo werneri"، وبما أن السلحفاة أصبحت شبه منقرضةٍ في مصر، فإنَّ وجود هذا النوع الآن بات محصوراً بفلسطين. يتميَّز هذا النوع عن الجماعات الغربية للسلحفاة في ليبيا بأنَّ جسده مُدوَّر وصدفته أعرض وعموده الفقري أنحل، وثمَّة بالإجمال نحو 18 اختلافاً تشريحياً بينهما.

## الوصف

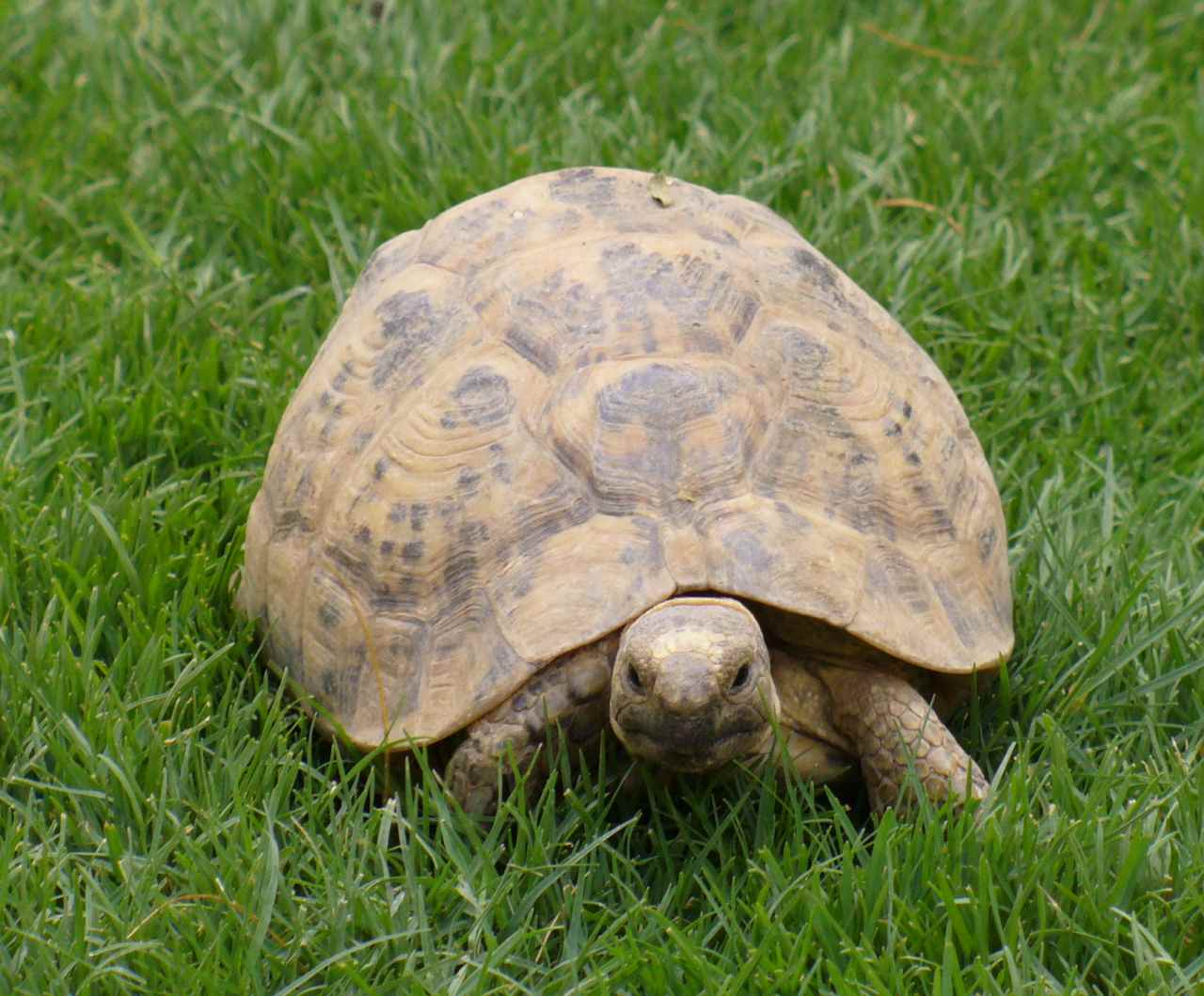
سلحفاة مصرية في متنزه بالأقصر.

تعد السلحفاة المصرية أصغر سلحفاة برية في نصف الكرة الأرضية الشمالي، كما وأنها ثاني أصغر سلحفاةٍ بريةٍ في العالم بعد السحلفاة الرَّقطاء في جنوب أفريقيا، إذ لا يتعدى طولها 10 سنتيمتراتٍ إلى 15 سنتيمتراً. يبلغ طول أصداف الإناث بالمتوسّط 14.4 سم، ووزن السلحفاة نحو 300 إلى 350 غراماً، وأما الذكور فطولها 10.2 سم ووزنها 160 إلى 250 غراماً. وتمتاز الذكور عن الإناث - إضافةً إلى الحجم - بأن أصدافها أقلُّ عرضاً وذيولها أكثر طولاً. تتميَّز أصداف السلاحف المصرية بكونها عالية الارتفاع، وعادةً ما يتراوح لونها من العاجيّ إلى الذهبي الباهت والبنيّ المسود أو الأصفر الخفيف، كما توجد خطوط سوداء على حوافّها في الفراغات التي بين نتوءات الصدفة، وأما جسد السلحفاة فيتراوح لونه من العاجي المصفَرّ الباهت للغاية إلى البني المصفر. تساعد السلحفاة المصرية ألوان صدفتها هذه على تجنُّب شدة حرارة النهار في الصحراء، كما توفّر لها قدراً جيداً من التمويه في بيئتها الطبيية. وبصورةٍ عامة، فإن ألوان الصدفة تتناسب مع المنطقة الجغرافية التي تقطنها السلحفاة، ففي المناطق الصحراوية تكون ألوانها فاتحةً لصدّ أكبر قدرٍ من أشعة الشمس، وأما في المناطق الأقل حرارة - مثل الجبل الأخضر شرق ليبيا حيث يوجد غطاء نباتيّ جيد - فإن ألوانها تكون قاتمة.

## السلوك والحياة

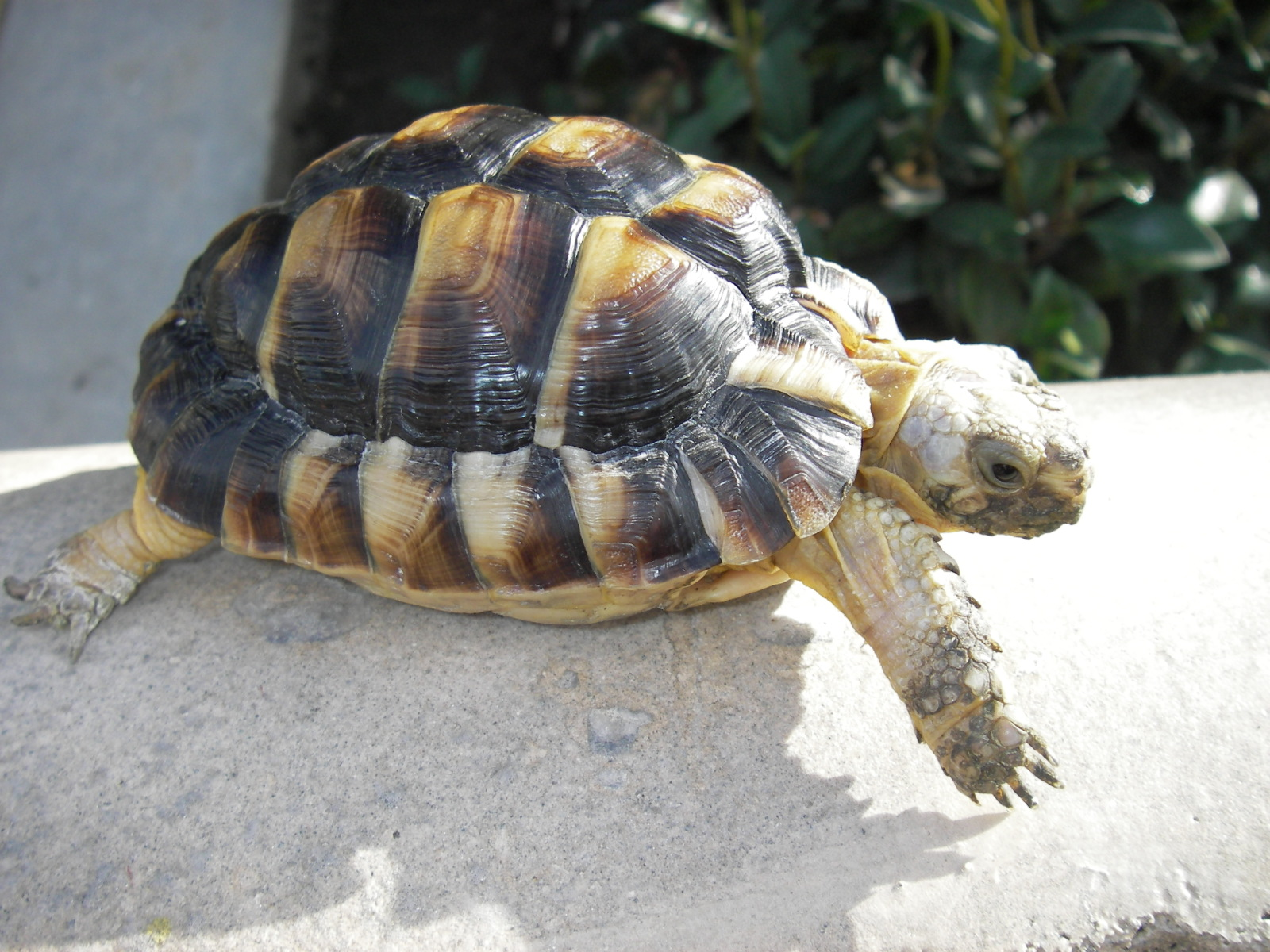
صغيرٌ بعمر خمس سنواتٍ في الأسر.

تعد السلحفاة المصرية واحدةً من أكثر أنواع السلاحف المتوسطية افتقاراً إلى الدراسة والبحث. غالباً ما تنشط السلحفاة المصرية خلال الأوقات الدافئة من السنة، فيما تفقد نشاطها خلال الفترات شديدة البرودة أو الحرارة. في الشهور الباردة تنشط السلحفاة خلال منتصف النهار، وأما في الشهور الحارَّة فإنَّها تنشط في الصَّباح الباكر أو بعد الظهر. وفي غير فترات نشاطها تلجأ للتواري تحت الشجيرات أو داخل الجحور. غذاء السلاحف المصرية في البرية غير معروفٍ على وجه التحديد، إلا إنها تأكل في الأسر الأعشاب والفواكه والخضراوات، إضافةً إلى أوراق النباتات والزهور. في بداية فصل الربيع خلال الجو الدَّافئ يبدأ موسم التزاوج، وتضع الأنثى بيضةٍ إلى خمس بيضات تفقس في الصيف أو بداية الخريف، وينضج الصغار عند عمر الخمسة أعوام. لم يشهد تزاوجها في البرية إلا خلال شهر مارس، لكن في الأسر تتكاثر حتى في شهر أبريل وأغسطس إلى نوفمبر. يطارد الذكر الأنثى عند التزاوج، ومن أكثر طقوس الزواج تميزاً عندها إصدار الذكر نداءً صوتياً غريباً لا تشابهه فيه أي سلحفاة متوسطية أخرى. تعيش في الأسر لأكثر من 20 عاماً، وأما عمرها في البرية فهو غير معروفٍ حالياً، وهي تنضج جنسياً بين سنّ العشرة إلى عشرين عاماً.

## الخطر والحماية

### الأخطار والتهديدات

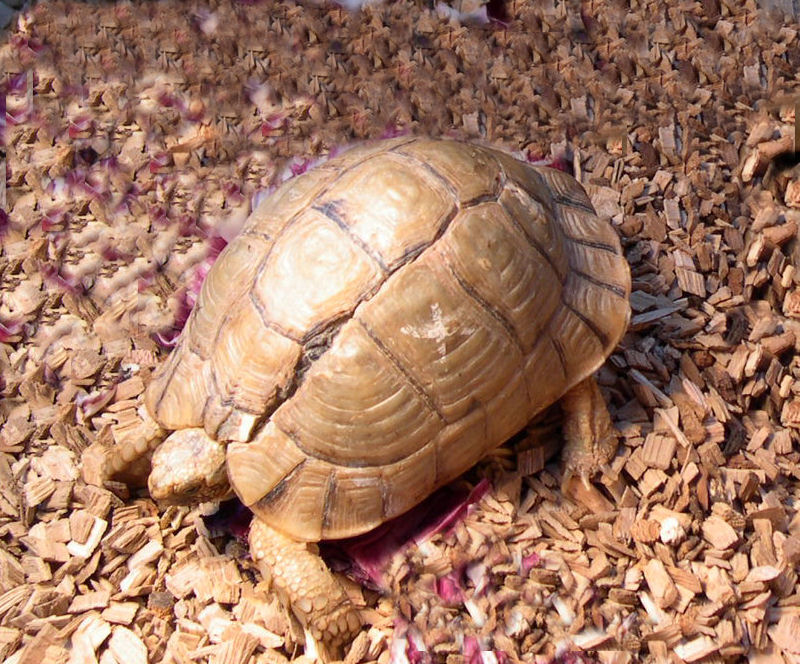
سلحفاة صحراء النقب.

تعد السلحفاة المصرية حالياً إحدى أكثر السلاحف البرية المهددة بخطر الانقراض على مستوى العالم. ففي مصر بات النوع منقرضاً تقريباً، وفي ليبيا يعاني تناقصاً حاداً بسبب استمرار الصيد لأجل التجارة، وأما في فلسطين المحتلة فإنَّه محميٌّ جيداً إلا إنه لا يقطن سوى منطقة صغيرةً وعدده قليل. في الوقت الحالي، يصنف الاتحاد العالمي للحفاظ على الطبيعة النوع على القائمة الحمراء كنوعٍ معرَّضٍ لخطر الانقراض بشدة، وهي أعلى درجات المقياس قبل الانقراض في البرية. وفي ما سبق كانت السلحفاة تُصنَّف نوعاً غير مُحصَّنٍ ثمَّ نوعاً معرضاً لخطر الانقراض (الدرجة الأدنى مباشرةً على القائمة الحمراء)، إلا إنَّ استمرار انحدار أعدادها إضافةً إلى بدء اتّجاه جديدٍ لدى بعض المصنفين لاعتبار جماعاتها في سيناء وصحراء النقب نوعاً مستقلاً، قد أدى إلى رفع تصنيف إلى «معرض للانقراض بشدة». كانت السلحفاة في منتصف القرن العشرين وبحسب أقصى ما يُعرَف عن تاريخها من معلومات، تقطن نطاقاً جغرافياً قُدّر بمساحة 123,610 كيلومتراً مربعاً، لكن الآن انخفضت هذه المساحة إلى 16,600 كم2 فحسب، وأما عددها فقد انخفض بنسبة 85% من 55,600 سلحفاةٍ إلى 7,470. على هذه الحال، قد تنقرض السلحفاة المصرية تماماً خلال 20 عاماً فحسب.
يمثل تدمير البيئة الطبيعية أحد أكثر التهديدات خطورةً لبقاء السلحفاة المصرية. فهذه السلاحف تقطن بعض أعلى مناطق مصر من حيث معدلات هطول الأمطار، ولذلك باتت أغلب بيئتها الطبيعية الآن حقولاً لزراعة القمح في الشتاء، لأن السكان المتنامين بسرعةٍ أصبحوا يستغلُّون الأمطار في هذه الأراضي لزراعتها بكثافة. على هذا المنوال، يتمُّ تدمير كامل الغطاء النباتي الطبيعي للسلاحف والحيوانات الأخرى واستبداله بالحقول الزراعية. كما يُمثِّل الرعي مشكلةً كبيرةً أخرى، فالنباتات التي تتغذى عليها السلاحف هي نفسها تلك التي تتغذى عليها المواشي، ومن ثم فإنَّ المواشي تعد منافساتٍ لها على الغذاء، وكثرتها تعني عدم بقاء شيءٍ من الغذاء للسلاحف، خصوصاً وأن موسم الرعي في الربيع يتزامن مع موسم التزاوج ونهاية البيات الشتوي للسلحفاة. كما توفر أقطاب البرقية (التلغراف) وأبراج توصيل الكهرباء بتوفير أعشاشٍ للغربان بنية الرقبة، التي تتغذى بدورها على السلاحف المصرية. قد تنقرض السلحفاة المصرية خلال 20 عاماً.

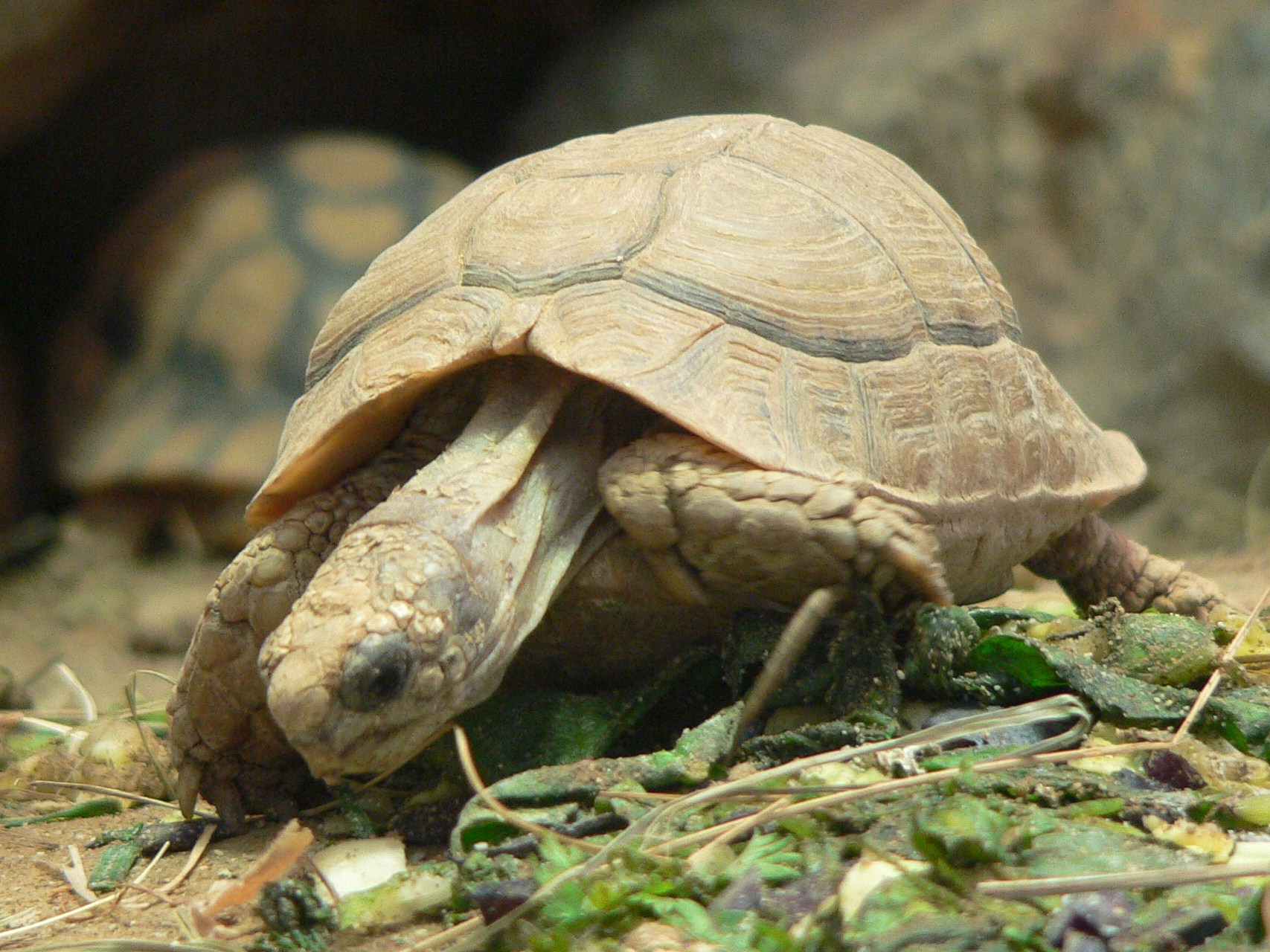
سلحفاة مصرية.

من أهم الأخطار التي تهدد السلاحف المصرية بالانقراض التجارة غير القانونية. فهناك شبكات كبيرةٌ من تجار الحيوانات الأليفة الذي يعملون على جمع السلاحف من بيئتها الطبيعية لبيعها في الدول الأجنبية، وهم غالباً يعملون مع البدو من سكان المنطقة، الذين يصادفون السلاحف كثيراً خلال ترحالهم وتنقلاتهم في الصحراء ويعرفونها جيداً. فضلاً عن ذلك وبعد فتح الحدود المصرية الليبية عام 1989، أصبح البدو المصريون يجمعون السلاحف أيضاً من إقليم برقة الليبي، بل ووصلت تجارتهم فضلاً عن السلاحف المصرية إلى السلاحف مهمازية الورك. في الوقت الحالي، يقول سكان الساحل المصري إنَّ السلاحف اختفت ولم يعد لها أثر يذكر في المنطقة طوال العقد المنصرم، إلا إنَّهم يقرون بأنهم كانوا يجمعونها بأعدادٍ كبيرةٍ في الماضي. مع ذلك، في حال صادف البدو أياً من السلاحف المعدودة المتبقية، فهم لا زالوا يأخذونها لبيعها. أثبت ضبط بعض تجار السلاحف في أواخر التسعينيات أن النوع لا زال باقياً في بعض مناطق شبه جزيرة سيناء، إلا إنَّه يواجه باستمرارٍ خطر الصيد والتجارة غير المشروعة.

### مشاريع الحماية

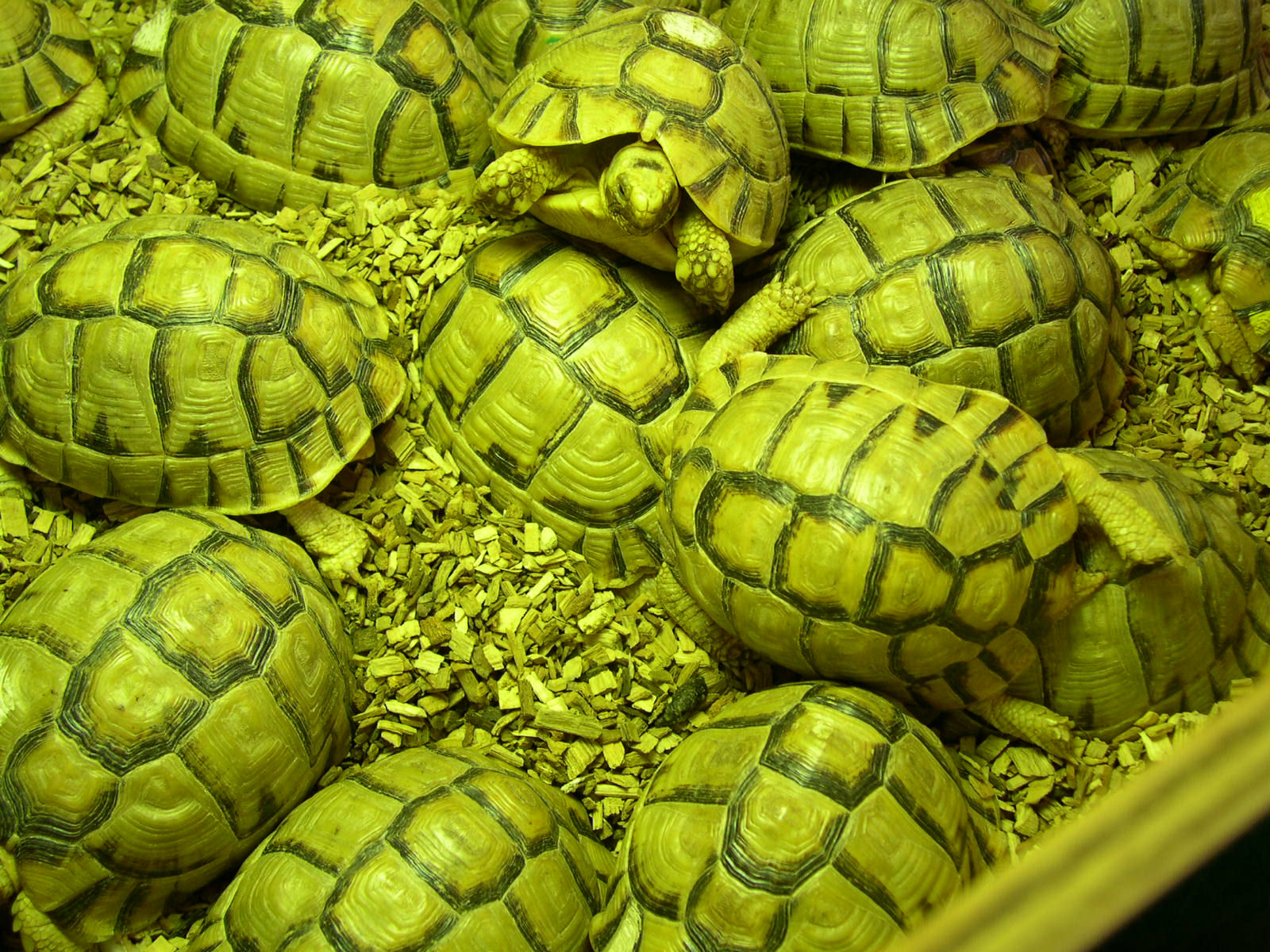
شحنة من السلاحف في إحدى حدائق حيوان روما.

السلحفاة المصرية مُتضمَّنة في الملحق الأول من اتفاقية التجارة الدولية بالأنواع المهددة بالانقراض (سايتس)، الذي يُقيِّد إمكانية الاتّجار بها لأجل حمايتها وإيقاف الصيَّادين غير القانونيّين عن جمعها من بيئتها الطبيعية لبيعها. وقد بذلت الحكومة المصرية جهداً لنقل النوع من الملحق الثاني للاتفاقية إلى الملحق الأول، ونجحت بذلك في شهر نوفمبر عام 1994. كما وإنَّ السلحفاة محمية بموجب القانون المصري، وذلك وفق القانون 53/1966 للزراعة و4/1994 للبيئة، حيث يحظران صيد أو بيع أو نقل النوع بأي حالٍ دون إذن رسميّ، إلا إن تطبيق هذين القانونين لا زال محدوداً جداً حتى الآن. على الرغم من ذلك، حدث في عام 1998 وأن ضبط تاجران مصريان يبيعان السلاحف المصرية في إنكلترا وحكم عليهما بالسجن لأربعة شهور، كما وقد ضبط تاجر آخر في السويد، إضافةً إلى بعض التجار في مصر نفسها. من جهةٍ أخرى، فإن القانون الليبي لا يؤمّن للآن أي حمايةٍ للسلاحف. إلا إنَّ الهيئة الليبية العامة للبيئة وبعض الباحثين الليبيين قد أبدوا اهتمامهم بالتعاون مع برامج حماية السلحفاة في مصر. مع ذلك، لا زالت هناك حاجةٌ للمزيد من البحث العلمي، بهدف توضيح حالة النوع التصنيفية والمناطق التي قد يكون لا زال ناجياً فيها.
في الوقت الحالي، من أبرز البرامج التي تعمل على حماية السلاحف المصرية برنامج «العناية بالسلاحف» (بالإنجليزية: TortoiseCare)‏ الذي بدأ بمبادرةٍ من عالمي أحياءٍ مصريَّين بعد أن وكَّلتهما الحكومة بالاعتناء بنحو 200 سلحفاةٍ ضبطت خلال محاولات اتجار غير قانونية، وقد توسَّعت هذه المبادرة لتصبح مجهوداً تشاركياً على المستوى الدولي يهدف إلى حماية السلحفاة المصرية من الانقراض، ويشمل مشاريع توعيةٍ وضبطٍ وإكثارٍ في الأسر ثم إعادة إطلاق السلاحف إلى بيئتها الطبيعية في البرية.